# جورج أبوت
جورج أبوت (بالإنجليزية: George Abbott)‏ (و. 1887 – 1995 م) هو ممثل، ومخرج أفلام، وكاتب مسرحي، وكاتب سيناريو، ومنتج أفلام، وكاتب، وكاتب سير ذاتية، وممثل مسرحي، ومخرج مسرحي، ومخرج موسيقي، من الولايات المتحدة الأمريكية، ولد في نيويورك، توفي في ميامي بيتش، عن عمر يناهز 108 عاماً، بسبب سكتة دماغية.

## التعليم
تعلم في جامعة هارفارد، وجامعة روتشستر.

## مؤلفاته المسرحية
أخرج آبوت معظم عروضه المسرحية وعروضاً مسرحية أخرى، كما ساهم عدد من المؤلفين في تأليف مسرحياته:
- على أصابع قدميك (1936 م)
- الفتيان من سيراكيوز (1938 م)
- لعبة البيجاما (1945 م)
- أين تشارلي (1948 م)
- اليانكيون اللعينون ( 1955 م)
- فيوريلو (1959 م)

## جوائز وترشيحات
حصل على جوائز منها:
- جائزة توني عن فئة أفضل إخراج لمسرحية موسيقية [الإنجليزية]‏ (1963)
- جائزة توني عن فئة أفضل إخراج لمسرحية موسيقية [الإنجليزية]‏ (1960)
- جائزة بوليتزر عن فئة الدراما
- الميدالية الوطنية للفنون
- عضوية قاعة شرف فناني فلوريدا [الإنجليزية]‏.

ترشح لـ:
- جائزة توني عن فئة أفضل إخراج لمسرحية موسيقية [الإنجليزية]‏ (1968)
- جائزة توني لأفضل إخراج مسرحي [الإنجليزية]‏ (1963)
- Academy Award for Best Writing  [لغات أخرى]‏، عن عمل: كل شيء هادىء على الجبهة الغربية.

## وصلات خارجية
- جورج أبوت على موقع IMDb (الإنجليزية)
- جورج أبوت على موقع الموسوعة البريطانية (الإنجليزية)
- جورج أبوت على موقع ألو سيني (الفرنسية)
- جورج أبوت على موقع ميوزك برينز (الإنجليزية)
- جورج أبوت على موقع أول موفي (الإنجليزية)
- جورج أبوت على موقع قاعدة بيانات برودواي على الإنترنت (الإنجليزية)
- جورج أبوت على موقع قاعدة بيانات برودواي على الإنترنت (الإنجليزية)
- جورج أبوت على موقع قاعدة بيانات الأفلام السويدية (السويدية)
- جورج أبوت على موقع إن إن دي بي (الإنجليزية)
- جورج أبوت على موقع ديسكوغز (الإنجليزية)